# Elezioni comunali nel Lazio del 2002
Le elezioni comunali nel Lazio del 2002 si tennero il 26 maggio (con ballottaggio il 9 giugno). 

## Roma

### Bracciano
| Candidati e Liste         | Voti  | %      | Seggi |
| ------------------------- | ----- | ------ | ----- |
| Enzo Negri                | 5.096 | 55,38% | -     |
| Casa delle Libertà        | 5.096 | 55,38% | 13    |
| Alessandro Baroni         | 3.978 | 43,23% | -     |
| Lista Civica              | 3.978 | 43,23% | 7     |
| MAKSAN DI MARTINO DANIELE | 103   | 1,12%  | -     |
| Lista Civica              | 103   | 1,12%  | -     |
| Alessandro D'agostini     | 25    | 0,27   | -     |
| Lista Civica              | 25    | 0,27   | -     |

### Fonte Nuova
| Candidati e Liste                                          | Voti   | %     | Seggi |
| ---------------------------------------------------------- | ------ | ----- | ----- |
| Graziano Di Buò                                            | 6.805  | 48,02 | -     |
| Forza Italia                                               | 1.862  | 13,81 | 4     |
| Alleanza Nazionale                                         | 1.732  | 12,84 | 4     |
| Unione di Centro                                           | 985    | 7,30  | 2     |
| Impegno Civico                                             | 672    | 4,98  | 1     |
| Lista civica di centro-destra                              | 522    | 3,87  | 1     |
| Nuovo PSI                                                  | 420    | 3,11  | -     |
| Lista civica di centro-destra                              | 380    | 2,82  | -     |
| Lista civica di centro-destra                              | 55     | 0,41  | -     |
| Daniele Patrizi                                            | 4.372  | 30,85 | 1     |
| Democratici di Sinistra                                    | 2.722  | 20,19 | 3     |
| La Margherita                                              | 702    | 5,21  | 1     |
| Rifondazione Comunista                                     | 400    | 2,97  | -     |
| Federazione dei Verdi-Comunisti Italiani-Italia dei Valori | 180    | 1,33  | -     |
| Giovanni Richichi                                          | 1.593  | 11,24 | 1     |
| Lista Civica                                               | 1.157  | 8,58  | 1     |
| Lista Civica                                               | 334    | 2,48  | -     |
| Gian Maria Spurio                                          | 1.013  | 7,15  | 1     |
| Lista Civica                                               | 959    | 7,11  | -     |
| Alessandro Orsini                                          | 388    | 2,74  | -     |
| Lista Civica                                               | 402    | 2,98  | -     |
| Totale alle liste                                          | 13.484 | 100   | 17    |
| TOTALE                                                     | 14.171 | 100   | 20    |

### Ladispoli
| Candidati e Liste                    | Voti   | %      | Seggi |
| ------------------------------------ | ------ | ------ | ----- |
| Gino Ciogli                          | 10.409 | 59,12  | -     |
| Democratici di Sinistra              | 2.964  | 18,12  | 5     |
| La Margherita                        | 1.689  | 10,33  | 2     |
| Lista Ciogli                         | 1.445  | 8,84   | 2     |
| Ladispoli Futura                     | 1.288  | 7,88   | 2     |
| Partito della Rifondazione Comunista | 658    | 4,02   | 1     |
| Socialisti Democratici Italiani      | 341    | 2,09   | -     |
| Italia dei Valori                    | 286    | 1,75   | -     |
| Comunisti Italiani                   | 111    | 0,68   | -     |
| Filippo Moretti                      | 4.558  | 25,89  | 1     |
| Alleanza Nazionale                   | 2.287  | 13,98  | 2     |
| Forza Italia                         | 1.753  | 10,72  | 2     |
| Nuovo PSI-Polaris                    | 165    | 1,01   | -     |
| Fiamma Tricolore                     | 117    | 0,72   | -     |
| Marco Pierini                        | 1.390  | 7,90   | 1     |
| Unione di Centro                     | 1.230  | 7,52   | 1     |
| Alleanza Cittadina                   | 613    | 3,75   | -     |
| Augusto Fioravanti                   | 995    | 5,65   | 1     |
| Il Castello                          | 1.159  | 7,09   | -     |
| Roberto Di Monte                     | 255    | 1,45   | -     |
| Federazione dei Verdi                | 248    | 1,52   | -     |
| Totale alle liste                    | 16.354 | 100,00 | 17    |
| TOTALE                               | 17.608 | 100,00 | 20    |

### Pomezia
| Candidati e Liste                        | Voti   | %     | Seggi |
| ---------------------------------------- | ------ | ----- | ----- |
| Stefano Zappalà                          | 14.598 | 53,30 | -     |
| Alleanza Nazionale                       | 5.451  | 20,94 | 7     |
| Forza Italia                             | 4.319  | 16,59 | 6     |
| Unione di Centro                         | 3.253  | 12,50 | 4     |
| Nuovo PSI                                | 853    | 3,28  | 1     |
| Fiamma Tricolore                         | 820    | 3,15  | 1     |
| Partito Repubblicano Italiano            | 625    | 2,40  | -     |
| Angelo Guglielmi                         | 9.262  | 33,82 | 1     |
| Democratici di Sinistra                  | 3.527  | 13,55 | 4     |
| La Margherita                            | 2.397  | 9,21  | 3     |
| Rifondazione Comunista                   | 1.185  | 4,55  | 1     |
| Socialisti Democratici Italiani-UDEUR    | 906    | 3,48  | 1     |
| Federazione dei Verdi-Comunisti Italiani | 600    | 2,30  | -     |
| Elvezio Belardi                          | 2.632  | 9,61  | 1     |
| Città Nuova                              | 1.314  | 5,05  | -     |
| Marco Baroni                             | 485    | 1,77  | -     |
| Rinnovamento Pomezia                     | 377    | 1,45  | -     |
| Alessandro Giacomelli                    | 409    | 1,49  | -     |
| Punto a Capo                             | 406    | 1,56  | -     |
| Totale alle liste                        | 26.033 | 100   | 28    |
| TOTALE                                   | 27.386 | 100   | 30    |

## Frosinone

### Frosinone
| Candidati e Liste                                        | Voti   | %      | Seggi |
| -------------------------------------------------------- | ------ | ------ | ----- |
| Domenico Marzi                                           | 16.087 | 48,53  | -     |
| Democratici di Sinistra                                  | 4.130  | 13,20  | 6     |
| UC Alleanza per Frosinone                                | 3.339  | 10,67  | 5     |
| Socialisti Democratici Italiani                          | 2.914  | 9,31   | 4     |
| La Margherita                                            | 2.317  | 7,40   | 3     |
| Federazione dei Verdi                                    | 886    | 2,83   | 1     |
| Italia dei Valori-Partito dei Comunisti Italiani         | 201    | 0,64   | -     |
| Unione Democratici per l'Europa                          | 161    | 0,51   | -     |
| Nicola Ottaviani                                         | 15.580 | 47,00  | 1     |
| Forza Italia                                             | 5.643  | 18,03  | 8     |
| Alleanza Nazionale                                       | 5.252  | 16,78  | 7     |
| Unione dei Democratici Cristiani e Democratici di Centro | 3.192  | 10,20  | 4     |
| Ottaviani per Frosinone                                  | 1.129  | 3,61   | 1     |
| Unione per Frosinone                                     | 583    | 1,86   | -     |
| Fiamma Tricolore                                         | 109    | 0,35   | -     |
| Nuovo PSI                                                | 91     | 0,29   | -     |
| Gennarino Scaccia                                        | 979    | 2,95   | -     |
| Lista per Frosinone                                      | 931    | 2,97   | -     |
| Paolo Iafrate                                            | 440    | 1,33   | -     |
| Partito della Rifondazione Comunista                     | 369    | 1,18   | -     |
| Mario Ruggeri                                            | 61     | 0,18   | -     |
| Lega Nord                                                | 51     | 0,16   | -     |
| Totale alle liste                                        | 31.298 | 100,00 | 39    |
| TOTALE                                                   | 33.147 | 100,00 | 40    |

### Alatri
| Candidati e Liste       | Voti   | %      | Seggi |
| ----------------------- | ------ | ------ | ----- |
| Giuseppe Morini         | 9.026  | 49,08  | -     |
| Programma Alatri        | 4.391  | 25,06  | 6     |
| La Margherita           | 2.043  | 11,66  | 2     |
| Democratici di Sinistra | 1.468  | 8,38   | 2     |
| Italia dei Valori       | 426    | 2,43   | -     |
| Costantino Magliocca    | 9.092  | 49,44  | 1     |
| Forza Italia            | 4.102  | 23,41  | 5     |
| Alleanza Nazionale      | 2.447  | 13,97  | 2     |
| Unione di Centro        | 2.035  | 11,62  | 2     |
| Nuovo PSI-Civica        | 352    | 2,01   | -     |
| Vanessa Cremaschi       | 272    | 1,48   | -     |
| Rifondazione Comunista  | 256    | 1,46   | -     |
| Totale alle liste       | 17.520 | 100,00 | 19    |
| TOTALE                  | 18.390 | 100,00 | 20    |

### Ceccano
| Candidati e Liste                       | Voti   | %      | Seggi |
| --------------------------------------- | ------ | ------ | ----- |
| Antonio Ciotoli                         | 6.024  | 38,21  | -     |
| Democratici di Sinistra                 | 2.515  | 16,66  | 6     |
| Socialisti Democratici Italiani         | 1.841  | 12,19  | 4     |
| Rifondazione Comunista                  | 843    | 5,58   | 2     |
| Federazione dei Verdi-Italia dei Valori | 93     | 0,62   | -     |
| Giovanni Querqui                        | 5.062  | 32,11  | 1     |
| Insieme per Ceccano                     | 1.631  | 10,80  | 1     |
| La Margherita                           | 1.430  | 9,47   | 1     |
| Movimento Democratico Popolare          | 1.307  | 8,66   | 1     |
| Insieme per la Gente                    | 392    | 2,60   | -     |
| Luca Giovannone                         | 4.678  | 29,68  | 1     |
| Forza Italia                            | 1.407  | 9,32   | 1     |
| Unione di Centro                        | 1.365  | 9,04   | 1     |
| Alleanza Nazionale                      | 1.359  | 9,00   | 1     |
| Partito Repubblicano Italiano           | 368    | 2,44   | -     |
| Nuova Ceccano                           | 244    | 1,62   | -     |
| Nuovo PSI                               | 180    | 1,19   | -     |
| Fiamma Tricolore                        | 124    | 0,82   | -     |
| Totale alle liste                       | 15.099 | 100,00 | 18    |
| TOTALE                                  | 15.764 | 100,00 | 20    |

## Latina

### Latina
| Candidati e Liste                                        | Voti   | %      | Seggi |
| -------------------------------------------------------- | ------ | ------ | ----- |
| Vincenzo Zaccheo                                         | 48.653 | 64,97  | -     |
| Forza Italia                                             | 20.939 | 30,03  | 13    |
| Alleanza Nazionale                                       | 20.409 | 29,27  | 13    |
| Unione dei Democratici Cristiani e Democratici di Centro | 8.280  | 11,87  | 5     |
| Nuovo PSI                                                | 724    | 1,04   | -     |
| Claudio Moscardelli                                      | 20.016 | 26,73  | 1     |
| Democratici di Sinistra                                  | 8.093  | 11,60  | 5     |
| La Margherita                                            | 4.502  | 6,46   | 3     |
| Latina Città Europea                                     | 1.339  | 1,92   | -     |
| Italia dei Valori                                        | 747    | 1,07   | -     |
| Fabrizio Vitali                                          | 1.453  | 1,94   | -     |
| Federazione dei Verdi                                    | 1.046  | 1,50   | -     |
| Ruggero Mantovani                                        | 1.340  | 1,79   | -     |
| Partito della Rifondazione Comunista                     | 1.130  | 1,62   | -     |
| Salvatore Pepe                                           | 1.008  | 1,35   | -     |
| Rinascita della Democrazia Cristiana                     | 899    | 1,29   | -     |
| Pasquale Mancini                                         | 905    | 1,21   | -     |
| Socialisti Democratici Italiani                          | 677    | 0,97   | -     |
| Adriano Tilgher                                          | 803    | 1,07   | -     |
| Fronte Sociale Nazionale                                 | 601    | 0,86   | -     |
| Guido Mussolini                                          | 705    | 0,94   | -     |
| Forza Nuova                                              | 352    | 0,50   | -     |
| Totale alle liste                                        | 69.738 | 100,00 | 39    |
| TOTALE                                                   | 74.883 | 100,00 | 40    |

### Aprilia
| Candidati e Liste                          | Voti   | %     | Seggi |
| ------------------------------------------ | ------ | ----- | ----- |
| Luigi Meddi                                | 21.466 | 58,72 | -     |
| Forza Italia                               | 6.275  | 17,95 | 7     |
| Unione di Centro                           | 4.896  | 14,00 | 5     |
| Alleanza Nazionale                         | 4.463  | 12,76 | 4     |
| Lista Meddi                                | 2.427  | 6,94  | 2     |
| Forum per Aprilia                          | 1.682  | 4,81  | 1     |
| Partito Repubblicano Italiano              | 1.201  | 3,43  | 1     |
| Nuovo PSI                                  | 833    | 2,38  | -     |
| Gianni Cosmi                               | 6.690  | 18,30 | 1     |
| Democratici di Sinistra                    | 2.853  | 8,16  | 2     |
| La Margherita                              | 1.593  | 4,56  | 1     |
| Lista Cosmi                                | 1.473  | 3,93  | 1     |
| Agricoltura e Territorio                   | 412    | 1,18  | -     |
| Udeur-Italia dei Valori-Comunisti Italiani | 207    | 0,59  | -     |
| Antonio Pio Chiusolo                       | 3.311  | 9,06  | 1     |
| Federazione dei Verdi                      | 1.601  | 4,54  | 1     |
| Rifondazione Comunista                     | 921    | 2,63  | -     |
| Michelino Telesca                          | 1.900  | 5,20  | 1     |
| Aprilia Domani                             | 1.569  | 4,49  | -     |
| Modestino De Marinis                       | 1.770  | 4,84  | 1     |
| Noi per Aprilia                            | 1.507  | 4,31  | -     |
| Franco Gabriele                            | 1.420  | 3,88  | 1     |
| Aprilia dei Cittadini                      | 1.165  | 3,33  | -     |
| Totale alle liste                          | 34.964 | 100   | 25    |
| TOTALE                                     | 36.557 | 100   | 30    |

### Gaeta
| Candidati e Liste                            | Voti   | %      | Seggi |
| -------------------------------------------- | ------ | ------ | ----- |
| Massimo Magliozzi                            | 8.935  | 60,97  | -     |
| Forza Italia                                 | 4.826  | 34,41  | 8     |
| Unione di Centro                             | 2.044  | 14,58  | 3     |
| Alleanza Nazionale                           | 1.037  | 7,39   | 1     |
| Nuovo PSI                                    | 768    | 5,48   | 1     |
| Damiano Di Ciaccio                           | 4.329  | 29,54  | 1     |
| Democratici di Sinistra                      | 1.634  | 11,65  | 2     |
| Progetto Gaeta                               | 1.091  | 7,78   | 2     |
| La Margherita                                | 922    | 6,57   | 1     |
| Città Protagonista                           | 478    | 3,41   | -     |
| Italia dei Valori                            | 111    | 0,79   | -     |
| Lucio Pavone                                 | 907    | 6,19   | 1     |
| Rifondazione Comunista-Federazione dei Verdi | 752    | 5,36   | -     |
| Antonio Ciano                                | 484    | 3,30   | -     |
| Il Partito del Sud                           | 361    | 2,57   | -     |
| Totale alle liste                            | 14.024 | 100    | 18    |
| TOTALE                                       | 14.655 | 100,00 | 20    |

## Rieti

### Rieti
| Candidati e Liste                                        | Voti   | %      | Seggi |
| -------------------------------------------------------- | ------ | ------ | ----- |
| Giuseppe Emili                                           | 16.960 | 53,90  | -     |
| Forza Italia                                             | 6.367  | 21,87  | 10    |
| Alleanza Nazionale                                       | 5.814  | 19,97  | 9     |
| Unione dei Democratici Cristiani e Democratici di Centro | 2.236  | 7,68   | 3     |
| Lista civica per Rieti                                   | 785    | 2,70   | 1     |
| Partito Repubblicano Italiano                            | 710    | 2,44   | 1     |
| Fiamma Tricolore                                         | 395    | 1,36   | -     |
| Nuovo PSI                                                | 352    | 1,21   | -     |
| Andrea Ferroni                                           | 13.565 | 43,11  | 1     |
| Democratici di Sinistra                                  | 4.082  | 14,02  | 6     |
| La Margherita                                            | 2.916  | 10,02  | 4     |
| Socialisti Democratici Italiani                          | 1.628  | 5,59   | 2     |
| Partito della Rifondazione Comunista                     | 1.422  | 4,88   | 2     |
| Partito dei Comunisti Italiani                           | 653    | 2,24   | 1     |
| Italia dei Valori                                        | 432    | 1,48   | -     |
| Unione Democratici per l'Europa                          | 364    | 1,25   | -     |
| Federazione dei Verdi                                    | 284    | 0,98   | -     |
| Mauro Valeri                                             | 748    | 2,38   | -     |
| Lista Indipendente Valeri per Rieti                      | 549    | 1,89   | -     |
| Giovanni Vicentini                                       | 190    | 0,60   | -     |
| Forza Nuova                                              | 121    | 0,42   | -     |
| Totale alle liste                                        | 29.110 | 100,00 | 39    |
| TOTALE                                                   | 31.463 | 100,00 | 40    |